# موش‌تباران خرچنگ‌خوار
موش‌تباران خرچنگ‌خوار (نام علمی: Ichthyomyini) نام یک تبار از زیرخانواده سینی‌دندانیان است.